# Hokej na travi na Južnoameričkim igrama
Hokej na travi na Južnoameričkim igrama se održava od 2006. godine, od 8. igara. 
Te godine je hokej na travi bio i u muškoj i u ženskoj konkurenciji.

## Muška natjecanja
| Godina | Domaćin                 | Prvaci                    | Doprvaci                  | Brončani                  | Četvrti                   |
| ------ | ----------------------- | ------------------------- | ------------------------- | ------------------------- | ------------------------- |
| 2014.  | Santiago de Chile, Čile | Argentina                 | Čile                      | Venezuela                 | Brazil                    |
| 2010.  | Medellin, Kolumbija     | nije bio u programu igara | nije bio u programu igara | nije bio u programu igara | nije bio u programu igara |
| 2006.  | Argentina, Buenos Aires | Argentina                 | Čile                      | Peru                      | Urugvaj                   |

### Vječna ljestvica
Nakon Igara 2014.
| Momčad    | Zlato | Srebro | Bronca |
| --------- | ----- | ------ | ------ |
| Argentina | 2     |        |        |
| Čile      |       | 2      |        |
| Peru      |       |        | 1      |
| Venezuela |       |        | 1      |

## Ženska natjecanja
| Godina | Domaćin                 | Prvakinje                 | Doprvakinje               | Brončane                  | Četvrte                   |
| ------ | ----------------------- | ------------------------- | ------------------------- | ------------------------- | ------------------------- |
| 2014.  | Santiago de Chile, Čile | Argentina                 | Čile                      | Urugvaj                   | Brazil                    |
| 2010.  | Medellin, Kolumbija     | nije bio u programu igara | nije bio u programu igara | nije bio u programu igara | nije bio u programu igara |
| 2006.  | Argentina, Buenos Aires | Argentina                 | Čile                      | Urugvaj                   | Brazil                    |

### Vječna ljestvica
Nakon Igara 2014.
| Djevojčad | Zlato | Srebro | Bronca |
| --------- | ----- | ------ | ------ |
| Argentina | 2     |        |        |
| Čile      |       | 2      |        |
| Urugvaj   |       |        | 2      |